# Reinhard Lauck
Pour les articles homonymes, voir Lauck.
Reinhard Lauck est un footballeur est-allemand, né le 12 septembre 1946 à Cottbus et mort le 22 octobre 1997 à Berlin.

## Biographie
En tant que milieu de terrain, il fut international est-allemand à 33 reprises (1973-1977) pour 3 buts.
Il participa à la Coupe du monde de football de 1974, en RFA. Il fut titulaire contre la RFA, le Brésil et les Pays-Bas (soit 3 matchs sur 6 joués). Il n’inscrit pas de but. La RDA est éliminée au 2d tour.
Il participa aux Jeux olympiques d'été de 1976. Il fut titulaire contre l’URSS et récolta un carton jaune, puis contre la Pologne, le Brésil, l’Espagne et la France. Il remporta la médaille d’or.
Il joua dans des clubs de deuxième division de 1965 à 1969, puis avec le 1.FC Union Berlin et le BFC Dynamo Berlin, il connut la première division est-allemande. Avec le 1.FC Union Berlin, il remporte la D2 est-allemande en 1970. Avec le BFC Dynamo Berlin, il remporte 3 titres consécutifs de champion de RDA .

## Clubs
- 1965-1966 :  SC Cottbus
- 1966-1967 :  Vorwäts Neubrandenberg
- 1967-1968 :  Energie Cottbus
- 1968-1973 :  1.FC Union Berlin
- 1973-1981 :  BFC Dynamo Berlin

## Palmarès
- Jeux olympiques

- - Médaille d’or en 1976
- Championnat de RDA de football D2
  - Champion en 1970
- Championnat de RDA de football
  - Champion en 1979, en 1980 et en 1981
  - Vice-champion en 1976
- Coupe d'Allemagne de l'Est de football
  - Finaliste en 1979